# Gare de Kita-Narashino
La gare de Kita-Narashino (北習志野駅, Kita-Narashino-eki) est une gare ferroviaire japonaise située à Funabashi dans la préfecture de Chiba. Elle est gérée conjointement par les compagnies Keisei et Toyo Rapid Railway.

## Situation ferroviaire
La gare de Kita-Narashino est située au point kilométrique (PK) 21,0 de la ligne Keisei Matsudo et au PK 8,1 de la ligne Tōyō Rapid.

## Histoire
La gare a été inaugurée le 11 avril 1966 sur la ligne Shin-Keisei. La partie Toyo Rapid Railway ouvre le 27 avril 1996. 
Le 1er avril 2025, la compagnie Shin-Keisei est absorbée par la Keisei et la ligne Shin-Keisei est renommée ligne Keisei Matsudo.

## Services aux voyageurs

### Accès et accueil
La gare dispose d'un bâtiment voyageurs, avec guichet, ouvert tous les jours.

### Desserte

#### Keisei
- Ligne Keisei Matsudo :
  - voie 1 : direction Keisei Tsudanuma (interconnexion avec la ligne Keisei Chiba pour Chiba-Chūō)
  - voie 2 : direction Matsudo

#### Toyo Rapid Railway
- Ligne Tōyō Rapid :
  - voie 3 : direction Tōyō-Katsutadai
  - voie 4 : direction Nishi-Funabashi (interconnexion avec la ligne Tōzai pour Ōtemachi et Nakano)